# Čepulje
Čepulje so naselje v Mestni občini Kranj.